# الطيف السياسي اليساري-اليميني

الطيف السياسي اليساري-اليميني هو نظام لتصنيف المواقف، والأيديولوجيات، والأحزاب السياسية، بدءًا من الإيمان بالمساواة على اليسار، إلى الإيمان بالتسلسل الهرمي الاجتماعي على اليمين. غالبًا ما تُعرض السياسة اليسارية والسياسة اليمينية على عكس ذلك، على الرغم من أن فردًا أو جماعة بعينها قد تتخذ موقفًا يساريًا تجاه مسألة، وموقفًا يمينيًا في مسألة أخرى؛ وقد تتداخل بعض المواقف وتُعتبر إما يسارية أو يمينية اعتمادًا على الأيديولوجية المنطلق منها. يطلق في فرنسا، حيث نشأت هذه المصطلحات، على اليسار اسم «حزب الحركة»، وعلى واليمين «حزب النظام». يسمى الموقف الوسيط بينهما «توسطية» أو «اعتدالية»، والشخص الذي لديه مثل هذا الموقف يكون معتدلًا أو وسطيًا.

## تاريخ المصطلحين
ظهر المصطلحان «يسار» و «يمين» خلال الثورة الفرنسية عام 1789 عندما انقسم أعضاء الجمعية الوطنية إلى مؤيدي الملك وكانوا جالسين على يمين رئيس الجلسة، ومؤيدي الثورة على يساره. شرح أحد النواب وهو البارون دي جوفيل: «بدأنا نتعرف على بعضنا البعض: أولئك الذين كانوا موالين للدين وتولي الملك للعرش جلسوا على يمين الكرسي لتفادي الصيحات، والبذاءة التي كانت منتشرة بشدة في الطرف الآخر من الجلسة».
استمرت الانقسامات برغم استبدال الجمعية الوطنية في عام 1791 بجمعية تشريعية تضم أعضاء جدد بالكامل. جلس «المبتكرون» على اليسار، وتجمع «المعتدلون» في الوسط، بينما جلس «المدافعون بضمير عن الدستور» على اليمين، حيث اجتمع المدافعون عن النظام القديم سابقًا. استمر ترتيب الجلوس نفسه عندما انعقد المؤتمر الوطني في عام 1792، ولكن في أعقاب الانقلاب الذي وقع في 2 يونيو 1793، وإلقاء القبض على الجيرونديين، خلا الجانب الأيمن من المجلس، ونُقل أي من الأعضاء الباقين الذين جلسوا هناك سابقًا إلى المركز. ومع ذلك، بعد رد فعل ترميدورين في عام 1794، استُبعد أعضاء أقصى اليسار وأُلغيت طريقة الجلوس هذه. تضمن الدستور الجديد قواعد بشأن الجمعية من شأنها أن «تفكك التجمعات الحزبية». ومع ذلك، بعد استعادة بوربون في 1814-1815 شُكلت التجمعات السياسية مجددًا. اختارت الغالبية القصوى أن تجلس على اليمين. جلس «الدستوريون» في الوسط، بينما جلس المستقلون على اليسار. اُستخدمت مصطلحات مثل اليميني المتطرف، واليساري المتطرف، وكذلك اليميني الوسطي، واليساري الوسطي لوصف الفروقات الأيديولوجية البسيطة للأطراف المختلفة للجمعية.
لم يُستخدم مصطلحي «يسار»، و «يمين» للإشارة إلى الأيديولوجية السياسية في حد ذاتها، ولكن فقط للإشارة لمكان الجلوس في الهيئة التشريعية. بعد عام 1848، كانت المعسكرات الرئيسية المعارضة هي «الاشتراكيين الديمقراطيين»، و «الرجعيين» الذين استخدموا الأعلام الحمراء والبيضاء لإظهار انتمائهم الحزبي. مع تأسيس الجمهورية الثالثة في عام 1871، اعتُمدت المصطلحات من قبل الأحزاب السياسية: اليسار الجمهوري، اليمين الوسطي واليسار الوسطي (1871)، واليسار المتطرف (1876)، واليسار الراديكالي (1881). كانت معتقدات المجموعة التي يطلق عليها «اليسار الراديكالي» أقرب في الواقع إلى «اليسار الوسطي» من معتقدات أولئك الذين يطلق عليهم «اليسار المتطرف». ابتداءً من أوائل القرن العشرين، ارتبط مصطلحا «يسار»، و «يمين» بأيديولوجيات سياسية محددة، واستخدما لوصف المعتقدات السياسية للمواطنين، واستُبدلا تدريجيًا بمصطلحي «الحُمر»، و «الرجعيين». غالبًا ما أطلق أولئك الموجودون على اليسار على أنفسهم اسم «جمهوريين»، بينما غالبًا ما أطلق هؤلاء الجالسين على اليمين اسم «المحافظين». استُخدمت في البداية كلمتا «يسار ويمين» من قبل خصومهم كإهانة.

بحلول عام 1914، كان النصف الأيسر من الهيئة التشريعية في فرنسا مؤلفًا من الاشتراكيين الموحدين، والاشتراكيين الجمهوريين، والراديكاليين الاشتراكيين، في حين أن الأحزاب التي سُميت «اليسار» أصبحت تجلس على الجانب الأيمن. انتشر استخدام عبارة «اليسار واليمين» من فرنسا إلى بلدان أخرى، وأصبح يُطبق على عدد كبير من الأحزاب السياسية في جميع أنحاء العالم، والتي غالبًا ما تختلف في معتقداتها السياسية. كان هناك عدم تناسق في استخدام مصطلحات اليسار واليمين من قبل الجانبين المتعارضين. نفى اليمين في الغالب أن طيف اليسار-الأيمن كان ذا معنى لأنهم رأوا أنه مصطنع ومضر بالوحدة. ومع ذلك، فإن اليسار الساعي لتغيير المجتمع، عزز هذا التمييز. لاحظ ألان في عام 1931: «عندما يسألني الناس عما إذا كان الانقسام بين أحزاب اليمين وأحزاب اليسار، رجال اليمين ورجال اليسار، ما زال منطقيًا، فأول ما يتبادر إلى ذهني هو أن الشخص الذي طرح هذا السؤال بالتأكيد ليس يساريًا». أصبح مصطلحا «اليمين» و«اليسار» شائعي الاستخدام في السياسة البريطانية لأول مرة في أواخر ثلاثينيات القرن الماضي في المناقشات الدائرة حول الحرب الأهلية الإسبانية. قال عالم الاجتماع الأسكتلندي روبرت م. ماكيفر في «شبكة الحكومة» (1947):
إن اليمين دائمًا هو الجزء الحزبي المرتبط بمصالح الطبقات العليا أو المسيطرة، بينما يعبر اليسار عن الطبقات الاقتصادية أو الاجتماعية الدُنيا، ويعبر الوسط عن مصالح الطبقة الوسطى. هذا المعيار يبدو مقبولًا في الإطار التاريخي. إذ دافع اليمين المحافظ عن الصلاحيات، والامتيازات، والسلطات الراسخة؛ وهاجمهم اليسار. كان اليمين أكثر ملاءمة للوضع الأرستقراطي، أو التسلسل الهرمي للميلاد أو الثروة؛ ناضل اليسار من أجل تحقيق المساواة في الفرص أو الميزات، من أجل مصالح الناس الأقل حظًا. التقى الدفاع والهجوم في ظل ظروف ديمقراطية، ليس باسم الطبقة ولكن باسم المبدأ؛ قابلت المبادئ المتعارضة مصالح الفئات المختلفة بشكل عام.

## أماكن التجمعات الأيديولوجية على الطيف
بشكل عام، يتميز الجناح اليساري بالتركيز على «أفكار مثل الحرية، والمساواة، والإخاء، والحقوق، والتقدم، والإصلاح، والعالمية»، بينما يتميز اليمين بالتركيز على «مفاهيم مثل السلطة، والتراتبية، والنظام، والواجب، والتقاليد، والرجعية، والقومية».
يرى علماء السياسة وغيرهم من المحللين أن اليسار يشمل اللاسلطويين، والشيوعيين، والاشتراكيين، والاشتراكيين الديمقراطيين، والديمقراطيين الاجتماعيين، والليبراليين اليساريين، والتقدميين، والليبراليين الاجتماعيين. رُبطت حركات المساواة العرقية والنقابية أيضًا باليسار.
يرى علماء السياسة وغيرهم من المحللين أن اليمين يشمل المحافظين، واليمينيين الليبراليين، والمحافظين الجدد، والإمبرياليين، والملكيين، والفاشيين، والرجعيين، والتقليديين.
هناك عدد من الحركات السياسية المهمة التي لا تتناسب بدقة مع طيف اليسار-اليمين، وتتضمن الديمقراطية المسيحية، والنسوية، والإقليمية. على الرغم من اعتبار القومية في كثير من الأحيان عقيدة يمينية، فالعديد من القوميين يفضلون التوزيع المتساوي للموارد. هناك أيضًا «قوميين ليبراليون». للشعبوية مظاهر يسارية ويمينية. غالبًا ما تُعتبر حركة السياسة الخضراء حركة يسارية، لكن من الصعب تصنيف الحركة الخضراء بشكل قاطع على أنها يسارية أو يمينية.